# Padang Datar (Payakumbuh Barat)
Padang Datar is een bestuurslaag in het regentschap Payakumbuh van de provincie West-Sumatra, Indonesië. Padang Datar telt 1395 inwoners (volkstelling 2010).